# Сташевський Андрій Якович
Андрі́й Я́кович Сташе́вський (нар. 1 травня 1969, м. Рубіжне, Луганська обл.) — баяніст, композитор, науковець, педагог, громадський діяч, заслужений діяч мистецтв України, доктор мистецтвознавства (2014), професор (2015).

## Життєпис
Народився 1 травня 1969 року в м. Рубіжне Луганської області. Навчався у Старобільській ДШМ (клас баяна Ф. Одарченка, І. Сєрік), 1984. У 1988 році закінчив Сєвєродонецьке музичне училище (клас А. Рудницького). Закінчив Донецьку державну консерваторію ім. С. С. Прокоф'єва (клас баяна професора О. І. Шевченка, 1993 рік; клас композиції — професора Олексія Скрипника, 1995 рік) та по класу Олени Котляревської; по тому — Вищу школу музики і театру міста Ганновер (клас баяна професорки Е. Мозер (Elsbeth Moser, 1998 рік)). Викладацьку діяльність розпочав у 1998 році у музичній школі «Tschaikowsky muzik institut» у місті Берлін. У 1999—2018 роках в Інституті культури Луганського національного університету ім. Т. Г. Шевченка обіймав посади викладача, доцента, професора, завідувача кафедри музичного мистецтва. З 2018 року викладає у Харківській державній академії культури на посаді завідувача кафедри народних інструментів.
У 2004 році захистив кандидатську дисертацію «Баянне мистецтво України: тенденції розвитку оригінальної музики та індивідуальне втілення жанрово-стильового аспекту у творчості Володимира Рунчака», а у 2014 році ― докторську дисертацію на тему «Специфіка виражальних засобів в українській музиці для баяна (остання чверть ХХ ― перше десятиріччя ХХІ ст.».
Є лауреатом й дипломантом всеукраїнських і міжнародних конкурсів —
- як баяніст-виконавець: Донецьк, 1991, Перша премія; Кіслегг, Німеччина, 1994, Перша премія; Бенсгайм, Німеччина, 1996, друга премія; Райнах, Швейцарія, 1997, дипломант; Нью-Йорк, США, 2002, 2 премія та 3 премія в дуеті зі скрипалькою І. О. Сташевською).
- як композитор (Київ, 1993, дипломант; Київ, 1995, спеціальна премія, Смедереве, Сербія, 2006, друга премія)[1].

Учасник міжнародного фестивалю сучасної української музики «Київ Музик Фест» (2016 та 2018 роки).
Є автором творів для баяна, камерно-інструментальної та симфонічної музики:
- симфонічна сюїта «Давньокиївські фрески»
- концерт для баяна з оркестром
- «Монолог»
- камерна сюїта «Images».

Серед виконавців його музики — квартет баяністів імені М. Різоля Національної філармонії України, симфонічні й камерні оркестри Луганська, Полтави, Харкова; диригенти — Курт Шмід (Австрія), Юрій Янко, Вікторія Жадько, Віталій Скакун, Назар Яцків, Тищик Олег Борисович.
Організатор та керівник мистецьких і наукових проєктів, зокрема
- 6-ти міжнародних фестивалів «Грудневі вечори баянної музики»
- 2-х молодіжних фестивалів «Акко-дебют» (Луганськ)
- міжнародної науково-практичної конференції «Актуальні питання баянно-акордеонного мистецтва і педагогіки в мистецьких навчальних закладах» (Луганськ).

Є постійним членом журі різних всеукраїнських та міжнародних конкурсів в Боснії і Герцеговині, Польщі, Росії, Сербії, Словенії, Україні.
2014 року представляв Україну на Зимовому конгресі Всесвітньої конфедерації акордеоністів (Сараєво).
Як педагог підготував 20 студентів, котрі стали лауреатами й дипломантами всеукраїнських та міжнародних виконавських конкурсів.
Голова Луганської обласної організації Національної всеукраїнської музичної спілки, член правління Асоціації баяністів та акордеоністів України, член Національної спілки композиторів України.
Митець нагороджений почесними грамотами Міністерства культури України, Луганської облдержадміністрації та Луганської облради та інші. Стипендіат Президента України в галузі культури і мистецтв за 2017 рік.
Є автором 150 наукових, науково-методичних та музично-критичних публікацій — з них 4 монографії та 2 навчальних посібники. Основні напрями науково-дослідницької діяльності:
- жанрово-стильові тенденції баянної творчості українських композиторів
- специфіка виражальних засобів у сучасній баянній музиці
- історико-культурологічні та мистецько-педагогічні аспекти баянно-акордеонного виконавства.

## Основні праці
- Сташевський А. Я. Володимир Рунчак. «Музика про життя…» Аналітичні есе баянної творчості : монографія / Андрій Сташевський. — Луцьк : Волинська обласна друкарня, 2004. — 199 с.
- Сташевський А. Я. Нариси з історії української музики для баяна : навч. посіб. / Андрій Сташевський. — Луганськ : Поліграфресурс, 2006. — 152 с.
- Сташевський А. Я. Великі жанри в українській музиці для баяна (тенденції розвитку в останній чверті ХХ та на початку ХХІ ст.) : монографія / Андрій Сташевський. — Луганськ: Поліграфресурс, 2007. — 159 с.
- Сташевський А. Я. Славний шлях кремінських майстрів. Дослідження виробництва музичних інструментів на Кремінщині : наук. нарис / А. Я. Сташевський, О. С. Рєзнік. — Луганськ-Кремінна, 2011. — 231 с.
- Сташевський А. Я. Сучасна українська музики для баяна : виражальні засоби, композиційні технології, інструментальний стиль : монографія / А. Сташевський. Луганськ : Янтар, 2013. — 466 с.
- Сташевський А. Я. Музично-інструментальні виражальні засоби в баянному мистецтві : навч. посіб. для студ. спец. «Музичне мистецтво» / А. Сташевський. — Старобільськ : ЛНУ ім. Т. Шевченка, 2015. — 121 с.
- Сташевський А. Я. Від стильового синтезу до нового стилю : джазово-академічний напрям в сучасній баянній музиці українських композиторів / А. Я. Сташевський // Музичне мистецтво ХХІ століття : історія, теорія, практика: зб. наук. пр. / Ін-т муз. мистецтва Дрогоб. держ. пед. ун-ту ім. І. Франка. — Дрогобич, 2019. — Вип. 5. — С. 429—435.
- A questão da formação de músicos-instrumentalistas em instituições de ensino superior da Ucrânia: Tendências e perspectivas atuais = To the question of training of musicians-instrumentalists in higher education institutions of Ukraine : current trends and prospects / А.y Dushniy, A. Stashevskyi, I. Stashevska, V. Zaets, O. Benziuk // Revista Ibero-Americana de Estudos em Educação = Revista Ibero-Americana de Estudos em Educacao. — 2022. — V. 17, n. 3, jul./set. — P. 1434—1452.